# چال مار

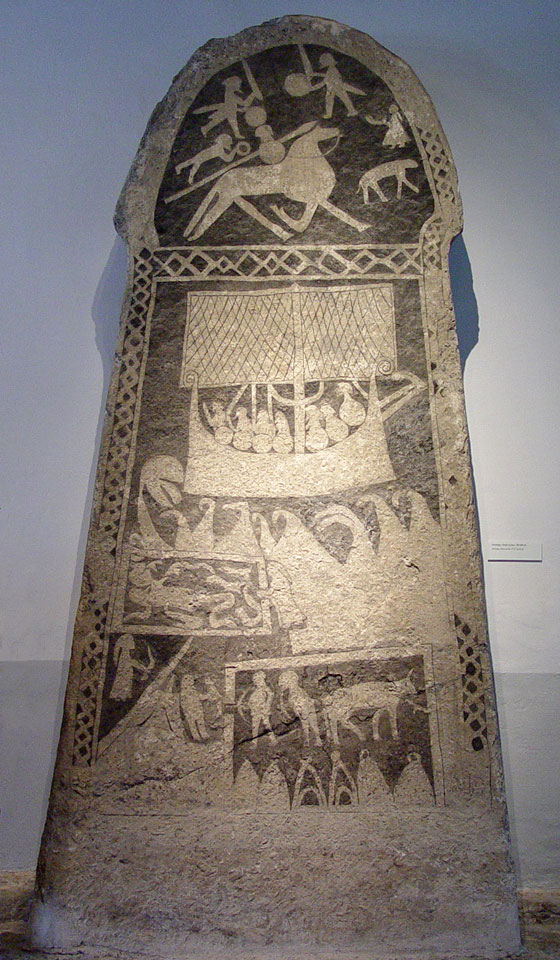
سنگ تصویر در گوتلند، سوئد، با تصاویری از سنت ولسونگا ساگا و سرود نیبلونگ‌ها. به سیگورد کشته شده با حلقه اندواری در بالای سنگ و خانمی که مارها را در گودال مار قرار می‌دهد توجه کنید. این اعدام خاص در آتیلانامه و مرثیه اودرون شرح داده شده است و مرد مقتول گونار، پادشاه بورگوندی است.

چال مار (گودال مار) در معنای لغوی، سوراخی است که پر از مار است. در گفتار اصطلاحی، «گودال مار» مکان‌های وحشت، شکنجه و مرگ در افسانه‌ها و افسانه‌های اروپایی است. گفته می‌شود که جنگ‌سالار وایکینگ، راگنار لودبروک، پس از شکست ارتشش در نبرد، توسط پادشاه نورثامبریا، ائل دوم، در گودال مار انداخته شد و در آنجا مرد. یک افسانه قدیمی‌تر که در آتیلانامه و مرثیه اودرون ثبت شده است، می‌گوید که آتیلا پادشاه هونها، گونار ، پادشاه بورگوندی را در گودال مار به قتل رساند. در یک شعر آلمانی قرون وسطایی، دیتریش فون برن توسط سیگنوت غول پیکر به گودال مار انداخته می‌شود ولی توسط جواهری جادویی که قبلاً توسط یک کوتوله به او داده شده بود محافظت می‌شود.